# Ingegerd Ågren
Astrid Ingegerd Ågren (född Snis), född 30 oktober 1922 i Falun, död 22 maj 2025, var en svensk arkitekt. Arkitekturhistorikern Gunilla Linde Bjur beskriver henne som en av den svenska arkitekturhistoriens mest betydande pionjärkvinnor.

## Biografi
Snis, som var dotter till folkskollärare Per Snis och Torborg Johansson, avlade studentexamen 1941, utexaminerades från Kungliga Tekniska högskolan 1946, var anställd av AB Vattenbyggnadsbyrån 1948–1952 (i Detroit 1950–1951). 1953–1958 var hon chef för generalplaneavdelningen på Stadsbyggnadskontoret i Göteborg och arbetade då bland annat med placeringen av Frölunda torg.
Hon var sedan anställd hos professor Jan Wallinder i Göteborg 1959–1961, vid Chalmers tekniska högskola från 1958, blev biträdande lärare i formlära där 1959, chef för planeringsavdelningen vid Konsultbyrån GAKO AB 1964 och bedrev egen arkitektverksamhet från 1962. Hon skrev återkommande artiklar i Byggforum.
Under året 1965–1966 var hon även t.f. professor i stadsbyggnad. Hon var ledamot av byggnadsnämnden i Göteborg 1953–1954. 
År 1975 blev hon länsarkitekt i Hallands län, vilket gjorde henne till den första kvinnliga länsarkitekten i Sverige. Fyra år senare blev hon länsarkitekt i Göteborgs och Bohus län. År 1977 blev hon ledamot av Kungliga Ingenjörsvetenskapsakademien
Hon gifte sig 1947 med arkitekten Lars Ågren.
2023 blev hon hedersmedlem i Sveriges Arkitekter.

## Publikationer
- Att planera för morgondagens familj (Byggforum 1958:2)
- Bostadsbrist och standardhöjning (Byggforum 1959:3)
- Att leva och bo 1980 (Byggforum 1959:4)
- Amerikanska villadrömmar (Byggforum 1959:5)
- Småhus i Danmark (Byggforum 1959:7)
- Weissenhofsiedelung — En bostadsutställning 30 år efteråt (Byggforum 1961:2)
- Att bo på 60-talet 6 (Byggforum 1961:6)
- Idé och verklighet (Arkitekten 1962:1)
- 1900-talets svenska byggnadskonst (Byggforum 1962:3)
- Om att bo bättre (Byggforum 1962:7)
- Vi bygger en stad (Arkitektur 1962:9)
- Vi lär oss bo bättre — köpa mer (Byggforum 1963:3)
- Bygga och bevara (Arkitektur 1964:5)
- Staden och bilen (Byggforum 1969:5)

### Fotnoter
1. ↑  Minnessida
2. 1 2  Minnesord, Göteborgs-Posten, 2025-06-20
3. ↑  Ågren, A Ingegerd i Vem är Vem?: Götaland utom Skåne, Halland, Blekinge (andra upplagan, 1965)
4. ↑  https://arkitekten.se/nyheter/tva-nya-hedersmedlemmar-i-sveriges-arkitekter/